# Dusičnan stříbrnatý
Dusičnan stříbrnatý je anorganická sloučenina s chemickým vzorcem Ag(NO3)2. Dusičnan stříbrnatý tvoří bezbarvé krystaly. 

## Příprava
Dusičnan stříbrnatý lze připravit reakcí fluoridu stříbrnatého s kyselinou dusičnou:  
AgF2 + 2 HNO3 → Ag(NO3)2 + 2 HF